# Julien Aubert

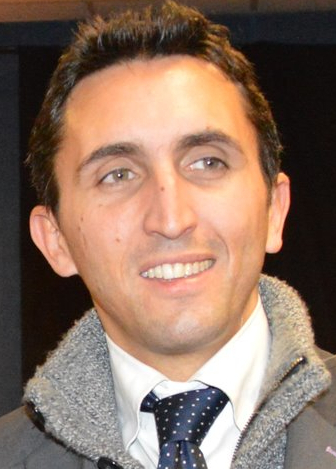
Julien Aubert (2014)

Julien Aubert (* 11. Juni 1978 in Marseille) ist ein französischer Politiker (Les Républicains). Er war von 2012 bis 2022 Abgeordneter der Nationalversammlung.
Nach seinem Studium an der École nationale d’administration in Straßburg, einer Hochschule, an der zahlreiche Spitzenpolitiker studierten, arbeitete Aubert am französischen Rechnungshof in Paris.
Ohne zuvor ein anderes politisches Amt innegehabt zu haben, kandidierte Aubert bei den Wahlen 2012 im 5. Wahlkreis des Départements Vaucluse. Er trat für die UMP an und bezeichnete sich selbst als sozialer Gaullist. In der ersten Runde erreichte er nur den zweiten Platz hinter dem sozialistischen Kandidaten Jean-François Lovisolo. Zudem gelang auch der Kandidatin des FN der Sprung in die zweite Runde, was eine Teilung des rechten Lagers und eine Niederlage Auberts wahrscheinlich machte. Die Kandidatin zog jedoch überraschend zurück und Aubert siegte in der zweiten Runde knapp mit 50,3 % der Stimmen.
Von 2015 bis 2021 war er zusätzlich Mitglied des Regionalrats von Provence-Alpes-Côte d’Azur und von 2015 bis 2017 Vizepräsident für Finanzen unter den Regionalpräsidenten Christian Estrosi und Renaud Muselier. Bei den Parlamentswahlen 2017 wurde Aubert erneut in die Nationalversammlung gewählt. Im November 2017 gründete er die Bewegung Oser la France („Frankreich traut sich“), die sich auf das politische Erbe von Charles de Gaulle beruft. Unter dem Parteivorsitzenden Laurent Wauquiez war Aubert von Dezember 2017 bis Oktober 2019 stellvertretender Generalsekretär der Républicains.
Bei der Parlamentswahl 2022 kam Aubert mit 17,2 Prozent der Stimmen in seinem Wahlkreis nur noch auf den vierten Platz und schied schon im ersten Wahlgang aus. Der Parteivorsitzende der Républicains, Éric Ciotti, ernannte Aubert im Januar 2023 zu einem seiner Stellvertreter.